# Herbstein
Herbstein är en stad i Vogelsbergkreis i Regierungsbezirk Gießen i förbundslandet Hessen i Tyskland. 
De tidigare kommunerna Altenschlirf, Lanzenhain, Schlechtenwegen och Steinfurt uppgick i Herbstein 31 december 1971 samt Rixfeld, Schadges och Stockhausen 1 augusti 1972.